# Cloramina
Cloramina (monocloramina) é um composto químico com a fórmula NH2Cl. É normalmente usado na forma de solução diluída onde é usado como um desinfetante . O termo cloramina também refere-se a uma família de compostos orgânicos com a fórmula geral R2NCl e RNCl2 (R é um grupo orgânico).  Dicloramina, NHCl2, e tricloreto de nitrogênio, NCl3, são também conhecidos. 

## Reações
Reações da Monocloramina são:
Na produção de Hidrazina.
1 NH3 + 1 NH2Cl = 1 N2H4 + 1 HCl 
Na produção de amônia.
1 NH2Cl + 1 H2 = 1 NH3 + 1 HCl
Na produção de Dicloramina.
1 NH2Cl + 1 Cl2 = 1 NHCl2 + 1 HCl
Na produção de aminas, como a Metilamina .
NH2Cl + CH4 = 1 (CH3)NH2 + 1 HCl

## Fabricação
A Monocloramina é fabricada na reação de 1 mol de Amônia gasosa com 1 mol de Cloro gasoso.
1 NH3 + 1 Cl2 = 1 NH2Cl + 1 HCl
Na reação de Amônia com Hipoclorito de sódio.
NH3 + NaClO = NH2Cl + NaOH  